# República de Letonia (1918-1940)
Letonia durante el período de entreguerras, oficialmente denominada como la República de Letonia (en letón: Latvijas Republika) fue un estado independiente ubicado en Europa septentrional a orillas del Mar Báltico que existió entre 1918 y 1940. Sucedió a los breves Ducado de Curlandia y Semigalia y Ducado Unido del Báltico tras la derrota del Imperio Alemán en la Primera Guerra Mundial en 1918 y el previo triunfo de la revolución rusa en 1917, ocasionando la independencia de Letonia. Proclamada el 7 de diciembre de 1918 y reconocida formalmente con el Tratado de Riga de agosto de 1920, la república duró durante todo el período de entreguerras hasta su invasión y ocupación por parte de la Unión Soviética durante la Segunda Guerra Mundial, que propició su anexión posterior como la República Socialista Soviética de Letonia.
En términos políticos, Letonia fue gobernada bajo una democracia parlamentaria durante la década de 1920 y la primera mitad de la de 1930. El centroizquierdista Partido Obrero Socialdemócrata de Letonia y la centroderechista Unión de Agricultores de Letonia, liderada por Kārlis Ulmanis, fueron los principales partidos políticos del período democrático. Durante la mayor parte del período republicano, el Partido Comunista de Letonia estuvo prohibido, aunque solía concurrir a las elecciones bajo otras listas, siendo todas prohibidas después de los comicios. En mayo de 1934, Kārlis Ulmanis encabezó un golpe de Estado incruento que instauró un régimen autoritario. Todos los partidos políticos fueron prohibidos, se estableció la censura de la prensa y se introdujo el estado de guerra interno. Ulmanis acumuló para sí todos los poderes del estado, convirtiéndose en un dictador.
Poco antes de estallar la Segunda Guerra Mundial, al igual que los demás estados bálticos, Letonia se vio amenazada por una posible invasión, tanto de la Alemania nazi como de la Unión Soviética, por lo que el régimen de Ulmanis comenzó a firmar pactos con ambos países que redujeron cada vez más la soberanía letona. A partir de la invasión de Lituania a principios de 1940, el gobierno letón aceptó la idea de que la ocupación era inevitable. El 17 de junio de 1940, tropas soviéticas entraron en Letonia sin enfrentar prácticamente ninguna oposición. En julio, se realizó un plebiscito fuertemente manipulado para garantizar la elección de un órgano legislativo comunista, la Asamblea Popular, que declaró el 21 de julio la "República Socialista Soviética de Letonia". El 5 de agosto, el gobierno soviético aceptó a Letonia como parte de la Unión. Fue nuevamente invadida por la Alemania nazi en 1941, para posteriormente ser recuperada por la Unión Soviética en 1945, al término de la guerra. La independencia de Letonia, junto con la de los demás países bálticos, no sería restaurada efectivamente hasta 1990, en plena disolución de la Unión Soviética.

## Orígenes

### Independentismo durante la Primera Guerra Mundial
El curso de la Primera Guerra Mundial, que involucró directamente a los letones y el territorio letón, condujo a la idea de un estado letón. Durante el verano de 1915, el ejército alemán conquistó Kurzeme y Zemgale, lo que provocó un virtual éxodo de letones desde estas dos provincias. Los políticos locales obtuvieron experiencia en la organización de la ayuda a los refugiados y en la vida cultural de los refugiados letones. Atrapados entre los alemanes atacantes y los rusos incompetentes, los fusileros letones (latviešu strēlnieki) lucharon en el bando ruso durante la guerra y se volvieron cada vez más radicalizados después de repetidos reveses ante los generales zaristas. Durante la Guerra civil rusa, un grupo significativo (conocido como fusileros rojos) luchó por los bolcheviques. Mientras tanto, el Imperio alemán y los alemanes bálticos locales planeaban anexar las antiguas tierras de Livonia y Estonia a su Imperio. Durante el caótico período en que colapsaron los imperios ruso y alemán, la Revolución de Febrero y la revolución bolchevique, la ofensiva soviética hacia el oeste y el inicio de la guerra civil, hubo varios esfuerzos para establecer un estado en Letonia. No todos ellos tenían como objetivo establecer un estado independiente o incluso un estado letón.
Después de la Revolución de Febrero de 1917 en el Imperio ruso, la mayoría de los letones no esperaban más que un estado federado en un estado ruso. "Letonia libre en Rusia libre" fue un lema común. Durante los días 12 y 13 de marzo de 1917 en Valmiera, se celebró el Congreso de Tierras de Vidzeme, que creó el Consejo de Tierras Provisional de Vidzeme. Curlandia fue ocupada por alemanes, quienes apoyaron cada vez más la idea de crear un Ducado de Curlandia y Semigallia como estado títere para anexarlo a Alemania. Los condados de la provincia de Vítebsk habitados por letones exigían la unidad con otras provincias de Letonia (unificación de los letones de Latgal y de los letones del Báltico), que se produjo solo después de la revolución bolchevique.
El 5 de julio de 1917, el gobierno provisional ruso reconoció a los consejos de tierras elegidos de Vidzeme y Kurzeme. Alentados por el liberalismo del gobierno provisional, los letones presentaron propuestas que preveían una amplia autonomía local. El 12 de agosto de 1917, las organizaciones letonas solicitaron conjuntamente al gobierno provisional su autonomía y autodeterminación. Durante este Congreso del 11 al 12 de agosto en Riga, los socialdemócratas de izquierda, fuertemente influenciados por los bolcheviques, establecieron un gobierno denominado Iskolat. Después de que Riga fuera ocupada por alemanes el 3 de septiembre de 1917, el Iskolat se retiró a Vidzeme, donde asumió los poderes ejecutivos. La llamada República de Iskolat existió desde el 21 de noviembre de 1917 hasta el 3 de marzo de 1918. Bajo los ataques alemanes, evacuó a Cēsis, luego a Valka y se disolvió en marzo de 1918 después de que el Tratado de Brest-Litovsk dejara las tierras de Letonia (excepto Latgale) a Alemania.
Después de la reunión preliminar el 14 de septiembre, el 23 de septiembre de 1917 en la Riga ocupada, el Partido Socialdemócrata de Letonia junto con la Unión de Agricultores de Letonia y algunos partidos republicanos y socialistas más pequeños crearon el Bloque Democrático que solicitó a Ober Ost la restauración del Ayuntamiento electo de Riga, la reapertura de colegios y la libertad de prensa. El Bloque Democrático no era una organización formal, sino una coalición de políticos que compartían objetivos políticos similares. Los socialdemócratas letones utilizaron sus antiguos contactos con el Partido Socialdemócrata de Alemania para presionar directamente a los políticos en Berlín. El 19 de octubre de 1918, representantes del Bloque Democrático entregaron una petición al canciller imperial alemán, el príncipe Maximiliano de Baden, en la que solicitaron la eliminación de las fuerzas ocupacionales, la liberación de los prisioneros de guerra y el reconocimiento de un estado independiente en Letonia.
En octubre de 1917, los políticos centristas se reunieron en Petrogrado y acordaron crear un Consejo unido de todos los partidos letones, organizaciones de apoyo a los refugiados y comités de soldados. El 29 de noviembre de 1917, se estableció en Valka el Consejo Nacional Provisional de Letonia. El 2 de diciembre de 1917, declaró la autonomía de Letonia y se proclamó a sí misma como el único órgano representativo de los letones. El Consejo anunció tres objetivos principales: la convocatoria de una Asamblea Constituyente, la creación de una autonomía política y la unificación de todas las tierras étnicas letonas habitadas. El Consejo Nacional, encabezado por Voldemārs Zāmuēls, envió una delegación, encabezada por el futuro ministro de Relaciones Exteriores, Zigfrīds, Anna Meierovics, a los países aliados, para obtener su apoyo a la Letonia independiente. El Consejo Nacional Provisional existió en el mismo lugar y tiempo que los bolcheviques controlaban Iskolat, la pequeña ciudad de Valka, que se encuentra en la frontera entre las tierras de etnia estonia y letona y durante un par de meses fue la capital virtual de los letones. Iskolat se movió para prohibir el Consejo Provisional en diciembre de 1917.
El 5 de enero de 1918, durante la única reunión de la Asamblea Constituyente Rusa elegida democráticamente, que fue abolida por el gobierno bolchevique, el diputado letón Jānis Goldmanis, el iniciador en 1915 de la creación de unidades de fusileros letones, leyó una declaración de separación de Letonia de Rusia. En su segunda reunión, que se celebró en Petrogrado, el Consejo Nacional de Letonia el 30 de enero de 1918 declaró que Letonia debía ser una república democrática e independiente que uniera a las regiones de Letonia, Kurzeme (que incluye a Zemgale), Vidzeme y Latgale. El 3 de marzo de 1918, la Rusia soviética firmó el Tratado de Brest-Litovsk con el Imperio alemán, por el cual Rusia renunciaba a Kurzeme y Vidzeme (pero no a Latgale). El Consejo Nacional protestó contra la división de las tierras letonas y la anexión de Kurzeme por Alemania. El 11 de noviembre de 1918, el Imperio británico reconoció al Consejo Nacional de Letonia como gobierno de facto, confirmando una comunicación verbal previa del 23 de octubre a Zigfrīds Anna Meierovics por parte del ministro británico de Asuntos Exteriores, Arthur Balfour.
En octubre de 1918, el gobierno alemán propuso reemplazar la administración militar en el Báltico por una autoridad civil. La nueva política fue afirmada en un telegrama del Ministerio de Exteriores germano a la administración militar del Báltico: El gobierno del Reich es unánime con respecto al cambio fundamental en nuestra política hacia los países bálticos, es decir, en primera instancia la política debe hacerse con los pueblos bálticos. El Partido Socialdemócrata y el Bloque Democrático se unificaron en el Consejo de los Pueblos de Letonia (Tautas Padome) que el 17 de noviembre de 1918 declaró la independencia de la República de Letonia, constituyéndose a sí mismo como Gobierno Provisional de la República, con Kārlis Ulmanis como primer ministro.

### Guerra de independencia
El 1 de diciembre de 1918, la Rusia Soviética invadió Letonia con el objetivo de anexarla. Gran parte del ejército invasor en Letonia consistía en Fusileros Letones Rojos, lo que facilitó la invasión. La ofensiva soviética encontró poca resistencia a las pocas semanas después del colapso del Imperio Alemán y la proclamación de la Letonia independiente que tuvo lugar en el Teatro Nacional de Letonia. En este punto, el Partido Socialdemócrata decidió abandonar el Consejo Popular y se reincorporó solo en abril de 1919. El 17 de diciembre de 1918, el Gobierno Provisional de Trabajadores y Campesinos, dirigido por el veterano político de izquierda Pēteris Stučka, proclamó el gobierno soviético. El 18 de diciembre, Lenin reconoció oficialmente la nueva Letonia soviética.
Riga fue capturada por el ejército soviético el 3 de enero de 1919. A fines de enero, el Gobierno Provisional y las unidades alemanas restantes se habían retirado hasta Liepāja, pero luego la ofensiva roja se detuvo a lo largo del río Venta. La República Socialista Soviética de Letonia fue proclamada oficialmente el 13 de enero con el respaldo político, económico y militar de la Rusia soviética. Stučka estableció un régimen comunista radical de nacionalizaciones, expropiaciones y ejecuciones de enemigos de clase. Se establecieron tribunales revolucionarios que condenaron a muerte a los nobles alemanes, pastores, comerciantes adinerados y campesinos, que se negaron a entregar su grano, en total fueron ejecutadas unas 1000 personas. Debido a las interrupciones en el suministro de alimentos, 8590 personas murieron de hambre en Riga.
El 3 de marzo de 1919, las fuerzas alemanas y letonas comenzaron un contraataque contra las fuerzas de la Letonia soviética. El 16 de abril, la nobleza báltica organizó un golpe de Estado en Liepāja y se estableció un gobierno títere bajo el liderazgo de Andrievs Niedra. El gobierno nacional provisional tomó el refugio a bordo del barco de vapor Sarátov bajo protección británica en el puerto de Liepaja. El 22 de mayo de 1919, Riga fue recapturada por las Freikorps y se recurrió al Terror Blanco contra cualquier sospechoso simpatizante soviético. Al mismo tiempo, el ejército estonio, incluida la brigada del norte de Letonia, leal al gobierno de Ulmanis, inició una ofensiva importante contra los soviéticos en el norte de Letonia. A mediados de junio de 1919 el régimen soviético debió trasladar su gobierno a Latgale.
En junio de 1919, comenzaron las colisiones entre la Baltische Landeswehr por un lado y la 3.ª división de Estonia, incluido el 2.º regimiento de la brigada del norte de Letonia por el otro. La tercera división derrotó a las fuerzas alemanas en la batalla de Wenden el 23 de junio. Se firmó un armisticio en Strazdumuiža, bajo los términos de los cuales los alemanes tuvieron que abandonar Letonia. En lugar de abandonar, las fuerzas alemanas se incorporaron al Ejército de Voluntarios de Rusia Occidental. El 5 de octubre, comenzó una ofensiva en Riga tomando la orilla oeste del río Daugava con la línea frontal dividiendo a Riga por la mitad. El 11 de noviembre, comenzó la contraofensiva letona y, a fines de mes, fueron expulsados de Letonia. Durante las batallas en Riga, las fuerzas letonas fueron apoyadas por la artillería naval británica.
El 3 de enero de 1920, las fuerzas unidas de Letonia y Polonia lanzaron un ataque contra el ejército soviético en Latgale y después de la Batalla de Daugavpils liberaron la última ciudad bajo control soviético. A fines de enero, llegaron a la frontera etnográfica de Letonia y pronto comenzaron las negociaciones de paz con el régimen soviético.

## Organización del estado letón (1918-1920)
Durante la conferencia de paz de París de 1919, el Gobierno Provisional de Letonia había presionado sin éxito por el reconocimiento internacional de iure de su independencia por parte de los países aliados. Los aliados todavía esperaban un rápido final del régimen bolchevique y el establecimiento de un estado ruso democrático que otorgara a Letonia un alto grado de autonomía. La situación interna también era inestable, ya que durante 1919 tres gobiernos diferentes (letones, alemanes, rusos blancos, soviéticos) estaban luchando por el control del territorio. Según los diplomáticos letones, durante ese tiempo, Estados Unidos y Francia estaban en contra de reconocer a Letonia, el Reino de Italia y el Imperio del Japón apoyaron a Letonia, mientras que el Reino Unido dio un apoyo limitado y esperó a que los eventos se desarrollaran.
El 11 de agosto de 1920, de acuerdo con el Tratado de Paz letón-soviético, la Rusia Soviética renunció a su autoridad sobre el territorio letón, proclamando: "Rusia reconoce, sin objeciones, la independencia y la soberanía del Estado de Letonia y para siempre renuncia a todos los derechos de soberanía en poder de Rusia en relación con la nación y la tierra de Letonia sobre la base del régimen legal del estado anterior, así como cualquier acuerdo internacional, todos los cuales pierden su fuerza y efecto durante todo el tiempo futuro como se indica aquí. La nación y la tierra de Letonia no tendrán obligaciones que surjan de su anterior posesión por Rusia". En 1920, Letonia, junto con Lituania y Estonia, intentó unirse a la Sociedad de las Naciones, pero se le negó la membresía.
Cuando la victoria soviética en la guerra civil rusa se hizo evidente y luego de un fuerte cabildeo por parte del Ministro de Relaciones Exteriores Zigfrīds Anna Meierovics, el Consejo Supremo de Guerra de los Aliados, que incluyó Reino Unido, Francia, Bélgica, Italia y Japón, reconoció la independencia de Letonia el 26 de enero de 1921. El reconocimiento por parte de otros países llegó lentamente. Letonia se unió a la Liga de Naciones el 22 de septiembre de 1921. Estados Unidos reconoció a Letonia en julio de 1922. Para el momento de la invasión soviética, en 1940, Letonia gozaba del reconocimiento internacional de cuarenta y dos países.

## Historia

### Asamblea Constituyente
Después de que Latgale fuera finalmente liberada del poder soviético en enero de 1920, se realizaron elecciones libres para una Asamblea Constituyente entre el 17 y el 18 de abril. Se empleó un régimen de estricta representación proporcional por listas. Mientras que la población de Letonia había disminuido en casi un millón, de 2,552,000 a 1,596,000 en 1920 (en Riga de 520,000 a 225,000), estaban representadas por 50 listas de partidos y candidatos que compitieron por 150 escaños. Cerca del 85% de los votantes elegibles participaron en las elecciones y dieciséis partidos obtuvieron representación parlamentaria. Los socialdemócratas obtuvieron 57 escaños y fueron la primera minoría, la Unión de Agricultores de Letonia logró obtener 26, el Partido Campesino fue la tercera fuerza con 17. Este patrón de votación inestable, similar al de la República de Weimar en Alemania, marcó a todos los parlamentos futuros: un gran número de partidos que representaban a grupos pequeños participaron en la formación de gobiernos de coalición particularmente inestables. Mientras que el Partido Obrero Socialdemócrata de Letonia fue el más votado en todas las elecciones y la primera minoría en todos los parlamentos, se mantuvo al margen del gobierno en todo momento (monopolizando únicamente la presidencia legislativa), que en su mayoría se trató de gabinetes conservadores o agraristas. Entre 1922 y 1934, Letonia tuvo trece gobiernos, dirigidos por nueve primeros ministros, con una duración media de un año.

### Período democrático (1920-1934)
El 15 de febrero de 1922 se aprobó la Constitución de la República de Letonia y en junio se promulgó la nueva Ley de Elecciones, que abrió el camino para la elección del primer parlamento letón, denominado Saeima. Durante el período democrático, se realizaron cuatro elecciones parlamentarias para el Saeima, con un mandato de tres años (1922, 1925, 1928, y 1931). El golpe de Estado de 1934 se realizó poco antes de lo que hubieran sido las quintas elecciones, que fueron canceladas. El sistema electoral era excesivamente flexible, garantizando una representación estrictamente proporcional de las listas y una facilidad inusual para presentar candidaturas (solo era necesario obtener 100 firmas para registrar una lista, y además se podía tachar los nombres de ciertos candidatos y reemplazarlos por los de otras listas). En las primeras elecciones se presentaron 88 listas, y en las siguientes tres más de 100, aunque el número de listas que finalmente competía era significativamente menor, siendo el más alto 93 en 1925 y 46 en 1931. El número de votantes que tachó los nombres de ciertos candidatos y utilizó el voto directo fue en aumento con cada elección, hasta que en 1931 más de un tercio de los votantes (35%) votó de manera cruzada. Este sistema extremadamente fragmentado concluyó en una fuerte debilidad estatal, que finalmente llevó a la caída del gobierno.
El Partido Obrero Socialdemócrata de Letonia, como el partido más grande, ocupó el cargo de Presidente de Saeima en todas las legislaturas del período de entreguerras. El primer Saeima fue presidida por Frīdrihs Veismanis, mientras que los siguientes tres fueron presididos por Pauls Kalniņš. La negativa de los socialdemócratas a participar en los gobiernos (excepto dos veces en los gabinetes de corta duración) significaba que el gobierno generalmente era dirigido por la Unión de Agricultores de centroderecha, o una coalición de partidos más pequeños, ya que el Saeima estaba dividida entre muchos partidos con solo unos pocos parlamentarios. Los socialdemócratas se dividieron entre el principal Partido Obrero Socialdemócrata liderado por Pauls Kalniņš, Ansis Rudevics y Fricis Menders (que primero ganó 30 escaños pero tenía una tendencia a perder votos en elecciones subsiguientes) y el escindido Partido Democrático Socialdemócrata, liderado por Marers Skujenieks, que eran más centristas y lograron incluso dirigir gobiernos en dos ocasiones. El principal partido socialdemócrata mantuvo una fuerte política de ideales de la Internacional Socialista, criticó el sistema capitalista existente, evitó usar la bandera estatal y cantar el himno nacional, en lugar de eso, usó la bandera roja y cantaba La Internacional en sus reuniones. Su popularidad disminuyó cada vez más y en el cuarto Saeima solo tenían 21 escaños.
El Partido Comunista de Letonia, oficialmente prohibido en las elecciones de 1928, logró obtener 5 escaños como el Sindicato de Izquierdas que fue prohibido en 1930. En las elecciones de 1931, los comunistas obtuvieron 6 escaños como el Grupo de Trabajadores y Campesinos de los Sindicatos, pero una vez más fueron prohibidos en 1933.
La Unión de Agricultores de Letonia fue la segunda facción parlamentaria más grande con 14-17 diputados y el más grande de los partidos conservadores. A medida que avanzó el período, tenía que competir cada vez más con algunos partidos de agricultores más pequeños, agricultores católicos y agricultores de Latgale que ganaban más votos en cada elección. La Unión de Agricultores estuvo liderada por Kārlis Ulmanis, Zigfrīds Anna Meierovics y Hugo Celmiņš. La disminución de la popularidad de Ulmanis y la Unión de Agricultores podría haber sido una de las razones detrás del golpe de Estado del 15 de mayo de 1934, ya que Ulmanis intentó evitar una mayor pérdida de su influencia política y poder después de las elecciones, programadas para octubre de ese año.
El Partido del Centro Democrático, dirigido por Gustavs Zemgals, representaba principalmente a trabajadores de oficinas urbanos, de clase media y empleados estatales. La Unión Nacional, liderada por Arveds Bergs, era un partido nacionalista, antisoviético, de derecha que atraía seguidores urbanos. Los nacionalistas extremos estaban representados por el Pērkonkrusts antisemita, dirigido por Gustavs Celmiņš. La mayoría de los partidos pequeños restantes eran étnicos (alemanes, judíos, polacos) o representaban grupos económicos de un solo tema: pequeños propietarios, dueños de casas, incluso trabajadores ferroviarios. Los partidos pequeños usualmente formaron coaliciones más grandes (bloques) y luego usaron su influencia para unirse a la coalición gobernante. Uno de los más influyentes fue la Coalición de Partidos de Latgale.
Otras votaciones de importancia significativa, además de los comicios parlamentarios, fueron los referéndums. Durante este tiempo se llevaron a cabo cuatro referendos, todos indicativos de los problemas que enfrentaba el nuevo estado. El 19 de julio de 1922 se firmó un Concordato con la Santa Sede. Esto fue motivado por la necesidad de integrar mejor a los católicos de Latgale en un estado dominado por los luteranos. En la Riga tradicionalmente luterana, algunos edificios pertenecientes a la Iglesia ortodoxa rusa fueron entregados a los católicos y la catedral luterana de St. James fue transferida a los católicos como su nueva catedral. El 1 y el 2 de septiembre de 1923 se llevó a cabo el referéndum sobre las propiedades de la Iglesia para evitar cualquier transferencia forzosa de iglesias y propiedades de una confesión a otra. Alrededor de 200 000 o el 20% de los votantes participaron, y la iniciativa fracasó.
El 2 de junio de 1927, el Saeima volvió a cambiar la ley de ciudadanía. En la versión anterior, la ciudadanía letona se otorgaba a cualquiera que hubiera vivido en Letonia durante veinte años antes del 1 de agosto de 1914 (inicio de la Primera Guerra Mundial). Ahora esto se redujo a seis meses antes de dicha fecha. Esto se hizo principalmente para permitir que muchos colonos agrícolas letones, que ahora estaban huyendo de la Rusia soviética, reciban la ciudadanía. Sin embargo, esto también significaba que muchos judíos soviéticos ahora podían reclamar la ciudadanía letona. El 17 y 18 de diciembre de 1927, se realizó el referéndum de ciudadanía letón para evitar estos nuevos cambios, pero fracasó, ya que solo participaron 250 000 o el 20% de los votantes.
El Concordado con la Santa Sede causó otro referéndum de propiedad de las iglesias en 1931. Después de que la catedral de St. Jame fuera entregada a los católicos, los luteranos letones perdieron la catedral de su obispo y compartían la catedral de Riga con la congregación báltica alemana, que pertenecía a la confesión autónoma luterana alemana. El sentimiento antialemán fue generalizado y la iniciativa de entregar la Catedral de Riga a los luteranos letones se fortaleció. Del 5 al 6 de septiembre de 1931, casi 400 000 votantes apoyaron esta idea, pero el referéndum fracasó, ya que no reunió más del 50% de los votos. En cualquier caso, Saeima pronto aprobó una ley que confiscaba la iglesia a los alemanes y se la daba a los letones.
Del 24 al 25 de febrero de 1934, menos de tres meses antes del golpe de Estado, se celebró el referéndum de la Ley de Seguros para introducir un nuevo esquema de prestaciones de desempleo y antigüedad que sería financiado por los impuestos a los empleadores, los asalariados más altos y los municipios. El referéndum fue iniciado por los socialdemócratas, que lograron obtener más de 400 000 votos para esta idea, pero el referéndum volvió a fracasar.

### Golpe de Estado de 1934
Para abril de 1934, Letonia era el único de los tres estados bálticos que mantenía un régimen democrático. Lituania y Estonia eran gobernadas por dictaduras de corte autoritario y conservador desde 1926 y marzo de 1934 respectivamente. Al igual que en los países vecinos, el sistema político letón en democracia era muy frágil, con comicios muy fragmentados, una persistente inestabilidad parlamentaria y un sistema electoral demasiado permisivo. Kārlis Ulmanis volvió a asumir el cargo de primer ministro el 27 de marzo de ese año. Las siguientes elecciones, programadas para octubre, preveían un resultado conflictivo para el gobierno luego de que los socialdemócratas hubiesen logrado que más de 400.000 personas votaran favorablemente a su postura en un referéndum fallido en febrero, y a las notorias pérdidas que había sufrido la Unión de Agricultores en las anteriores elecciones, con solo el 12% de los votos.
Ante esta situación, entre la noche del 15 y la mañana del 16 de mayo de 1934, Ulmanis, con el apoyo del Ministro de Guerra Jānis Balodis y la organización paramilitar Aizsargi, ejecutó un Autogolpe de Estado. Tal acción se realizó sin derramamiento de sangre, las fuerzas favorables a Ulmanis tomaron el control de las principales oficinas estatales, disolvieron el Saeima, prohibieron todos los partidos políticos (incluyendo la oficialista Unión de Agricultores), suspendieron la Constitución y declararon el estado de guerra interno.

### Dictadura de Ulmanis (1934-1940)

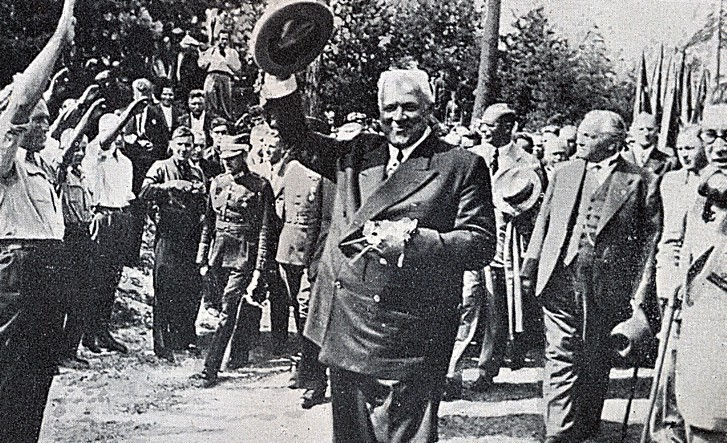
El dictador Kārlis Ulmanis saluda a sus partidarios durante una manifestación en 1934, poco después del golpe de Estado.

Ulmanis luego estableció un régimen autoritario no parlamentario ejecutivo en el que gobernó como primer ministro. Las leyes continuaron siendo promulgadas por el gobierno en funciones. El entonces presidente Alberts Kviesis, del partido de Ulmanis, aceptó el golpe y cumplió el resto de su mandato hasta el 10 de abril de 1936. Ulmanis asumió ilegalmente el cargo de presidente y fue oficialmente conocido como Valsts un Ministru Prezidents (Ministro y Presidente Estatal), pero generalmente en publicaciones se llamaba Tautas Vadonis (Líder de la Nación) o simplemente Vadonis (Líder). Ulmanis fue único entre los dictadores europeos de la época que no creó un partido o frente político único y no introdujo una nueva constitución. En cambio, Ulmanis creó cámaras de profesiones controladas por el estado, basadas en los modelos corporativistas de los regímenes autoritarios de Konstantin Päts en Estonia y António de Oliveira Salazar en Portugal. El régimen se basó en gran medida en la autoridad y los cultos de personalidad de Ulmanis y Balodis como fundadores de Letonia durante la guerra de Independencia de Letonia, afirmando también que habían liberado a la nación del caos multipartidista.
Muchos funcionarios electos y políticos (casi exclusivamente del Partido Obrero Socialdemócrata, así como figuras de extrema derecha e izquierda) fueron detenidos, al igual que cualquier oficial militar que se opuso al golpe. Las autoridades detuvieron inicialmente a unos 2.000 socialdemócratas, entre ellos la mayoría de los diputados socialdemócratas del legislativo disuelto, al igual que miembros de varias organizaciones radicales de derecha, como Pērkonkrusts. En total, 369 socialdemócratas, 95 miembros de Pērkonkrusts, activistas pronazis de la comunidad alemana del báltico, más un puñado de políticos de otros partidos fueron internados en un campo de prisioneros establecido en el distrito de Karosta en Liepāja. Después de que varios socialdemócratas, como Bruno Kalniņš, hubieran sido absueltos de los cargos por parte de los tribunales, la mayoría de los encarcelados comenzaron a ser liberados con el tiempo, y algunos decidieron ir al exilio. Los condenados por los tribunales por actos de traición, como el líder de Pērkonkrusts Gustavs Celmiņš, permanecieron tras las rejas durante la duración de sus condenas, tres años en el caso de Celmiņš.
Ulmanis era un nacionalista letón, que defendía el eslogan "Letonia para los letones", lo que significaba que Letonia iba a ser un estado nacional letón, no un estado multinacional con las elites tradicionales bálticas alemanas y la clase empresarial judía. Al mismo tiempo, se utilizó el eslogan "El sol de Letonia brilla por igual sobre todos" y ninguna etnicidad fue sometida a represiones. Los periódicos y organizaciones alemanas, judías y de otras minorías continuaron existiendo hasta donde las limitaciones de la dictadura autoritaria lo permitieron. Oficialmente, Ulmanis sostuvo que cada comunidad étnica en Letonia debería desarrollar su propia cultura nacional auténtica, en lugar de asimilarla a los letones, pero el objetivo principal del estado era ayudar a los letones a convertirse en líderes en su tierra natal. Esto se lograría mediante la participación activa del estado en la economía y un mayor énfasis en la cultura letona. Se produjeron estadísticas que muestran que las minorías alemanas, judías y polacas (en Latgale) tenían demasiado poder en la economía y ciertas profesiones, lo que impedía que los letones alcanzaran su máximo potencial.
Se siguieron políticas de "letonización" en el área de educación, eliminando y eliminando subsidios para la educación de las minorías. Durante el gobierno de Ulmanis, la educación se enfatizó fuertemente y las tasas de alfabetización en Letonia alcanzaron niveles altos. Sin embargo, especialmente en la región oriental de Letonia, Latgale, la educación se utilizó activamente como herramienta de asimilación cultural de las minorías.  Se construyeron muchas escuelas nuevas, pero eran escuelas letonas y los niños pertenecientes a minorías fueron así asimilados. A pesar del persistente autoritarismo, Ulmanis impidió que se utilizara la violencia física contra las minorías étnicas si era posible evitarlo. La represión se centró meramente en opositores políticos, tratando el régimen por su parte con suma dureza a los partidarios de la extrema derecha y la extrema izquierda.

### Ocupación soviética y colapso de la república (1940)

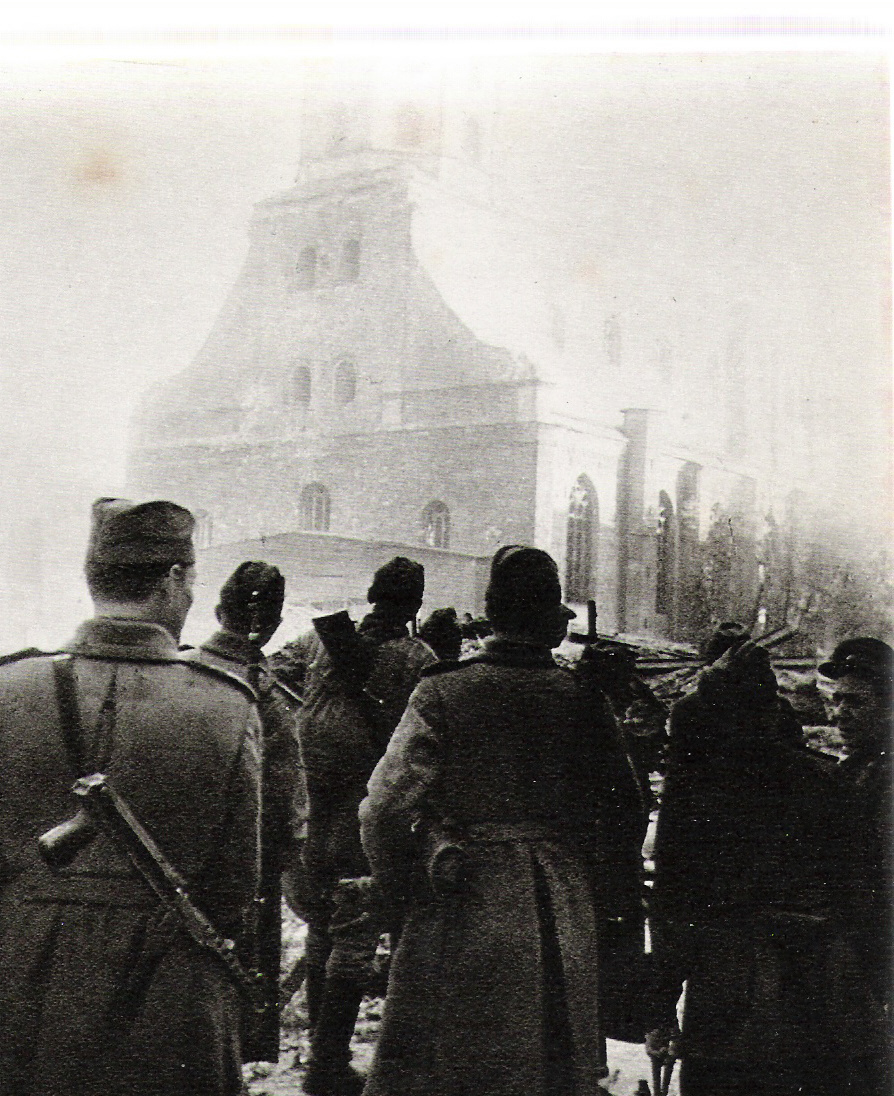
Tropas soviéticas entran en Riga, junio de 1940.

El 23 de agosto de 1939, la Alemania de Adolf Hitler y la URSS de Iósif Stalin firmaron un acuerdo de no agresión, conocido como el Pacto Molotov-Ribbentrop , que contenía un apéndice secreto (revelado solo en 1945), que divide a Europa del Este en esferas de influencia. Letonia fue así asignada a la esfera soviética. Tras un ultimátum soviético en octubre de 1939, Ulmanis tuvo que firmar el Tratado de Asistencia Mutua Soviética-Letonia y permitir las bases militares soviéticas en Letonia.
El aparente escape de Finlandia de ser invadida completamente a finales de 1939 pudo haber llevado a una falsa sensación de seguridad para el gobierno de Letonia. Cuatro meses antes de la llegada de las tropas soviéticas a Letonia, Vilhelms Munters, dirigiéndose a una audiencia en la Universidad de Letonia el 12 de febrero de 1940, declaró: "Tenemos todas las razones para describir las relaciones existentes entre Letonia y la Unión Soviética como muy satisfactorias. Hay personas que dirán que estas condiciones favorables son solo de carácter temporal, y que tarde o temprano tendremos que considerar la presión política interna y exterior por parte de la Unión Soviética. Estas profecías son un secreto de los profetas mismos. La experiencia de nuestro gobierno ciertamente no justifica tales presentimientos".
Con el fracaso soviético en Finlandia sellado por el momento, fue poco más de un mes después de las expresiones positivas de Munters que Molotov, hablando el 25 de marzo de 1940, esencialmente anunció las intenciones soviéticas de anexarse a los Estados Bálticos, declarando, "... la ejecución "de los pactos progresaron satisfactoriamente y crearon condiciones favorables para una mejora adicional de las relaciones entre la Rusia soviética y estos Estados". Siendo "Mejora de las relaciones" un eufemismo para una invasión soviética al báltico. En marzo y abril de 1940, inmediatamente después del discurso de Molotov, la prensa soviética comenzó los ataques contra el gobierno letón. A continuación, el NKVD orquestó una serie de huelgas en Riga y Liepāja. Cuando aquellos no lograron convertirse en una huelga general, los soviéticos culparon de ese fracaso al "elemento irresponsable que arruina las buenas relaciones de vecindad".
El 17 de junio de 1940, Letonia fue ocupada completamente por la Unión Soviética. En lugar de arriesgarse a una guerra que no se podía ganar, Ulmanis ordenó a los letones que no mostraran resistencia al Ejército soviético, diciendo en su discurso de radio "Permaneceré en mi lugar y tú permanecerás en el tuyo". Durante el mes siguiente, Ulmanis cooperó con los soviéticos. Dimitió como primer ministro tres días después del golpe y nombró un gobierno de izquierda encabezado por Augusts Kirhenšteins , que, en verdad, había sido elegido por la embajada soviética. Elecciones controladas por los soviéticos para un "Saeima Popular" se celebraron del 14 al 15 de julio, en la que se presentó a los votantes una lista única de una alianza dominada por los comunistas, que obtuvo un triunfo casi unánime con el 97.8% de los votos en medio de amenazas de parte de la prensa censurada de que "sería peligroso" abstenerse de votar.
El nuevo "Saeima Popular" se reunió el 21 de julio con una sola orden: una resolución que proclama a Letonia como una república soviética y la búsqueda de la admisión a la Unión Soviética, que fue aprobada por unanimidad. Esta medida fue ilegal en virtud de la Constitución de Letonia, que estipulaba que un cambio importante en el orden constitucional básico solo se podría promulgar después de que dos tercios del electorado lo aprobaran a través de un plebiscito. El mismo día de la reunión del legislativo prosoviético, Ulmanis se vio obligado a renunciar a la jefatura del estado (aunque para entonces ya no gozaba de ningún poder efectivo) y le pidió al gobierno soviético una pensión y permiso para emigrar a Suiza. En cambio, fue arrestado y moriría en una prisión en la actual Turkmenistán en 1942. Augusts Kirhenšteins lo sucedió brevemente en el gobierno y en la jefatura interina del estado hasta la anexión de Letonia a la Unión Soviética, que se hizo efectiva el 5 de agosto de 1940.

## Conflictos fronterizos
El tratado de paz letón-soviético había establecido la frontera oriental entre Letonia y la Rusia soviética. Después de 1944, partes del Distrito de Abrene fueron anexadas por Rusia como Distrito de Pytalovsky. Letonia renunció a todas las reclamaciones legales de estas tierras en 2007.
Durante 1919, Estonia prestó asistencia militar a Letonia a condición de que se cumplieran algunas de sus reclamaciones territoriales en Vidzeme. Esto fue rechazado por los letones y Estonia retiró su apoyo. Las reclamaciones de Estonia se centraron en el distrito de Valka, así como en los territorios de Ape, Veclaicene, Ipiķi y Lode . El 22 de marzo de 1920, Estonia y Letonia acordaron una comisión de asentamientos encabezada por el coronel británico Stephen Tallents. Letonia retuvo la parroquia de Ainaži y la mayoría de las otras tierras en disputa, pero perdió la mayor parte de la ciudad de Valka (ahora Valga, Estonia). El asunto de la Isla Ruhnu en el Golfo de Riga, habitada por suecos étnicos, fue dejada a decidir por ambos países decidir. Letonia finalmente renunció a todos los reclamos en la isla de Ruhnu luego de firmar una alianza militar con Estonia el 1 de noviembre de 1923.
Letonia propuso mantener la frontera sur o la antigua gobernación de Curlandia con Lituania sin cambios, pero los lituanos querían acceder al mar, ya que en este momento no controlaban las tierras alemanas de Klaipėda. En septiembre de 1919, durante el ataque contra los soviéticos, el ejército lituano ocupó gran parte del municipio de Ilūkste y amenazó con tomar Daugavpils también. Entre fines de agosto y principios de septiembre, 1920 el ejército letón expulsó a los lituanos. Los lituanos fueron debilitados por el motín de Żeligowski y no intensificaron esta confrontación. El 25 de septiembre de 1920, Letonia y Lituania acordaron buscar un comité de arbitraje internacional dirigido por James Young Simpson para resolver esta disputa. En marzo de 1921, Lituania recibió la ciudad portuaria de Palanga , el pueblo de Šventoji , partes del municipio de Rucava y el cruce ferroviario de Mažeikiai en la línea ferroviaria Rīga - Jelgava - Liepāja, lo que significaba que Letonia tenía que construir una nueva línea ferroviaria. Letonia recibió la ciudad de Aknīste y algunos territorios más pequeños en el municipio de Aknīste , la parroquia de Ukri y el municipio de Bauska . Letonia cedió 283,3 km², mientras que recibió 290 km². Alrededor de 16.000 y 20.000 letones étnicos se convirtieron en ciudadanos lituanos.
Como resultado de la guerra polaco-soviética, Polonia aseguró una frontera de 105 km con Letonia. En julio de 1919, Polonia anunció la anexión de todas las tierras al sur de Daugavpils y su inclusión en el distrito de Braslaw . Letonia no podía quejarse, ya que todavía necesitaba ayuda militar polaca para la decisiva batalla de Daugavpils contra los soviéticos. El problema se resolvió mediante un renovado ataque soviético contra Polonia, y más tarde, por el conflicto polaco-lituano sobre Vilna. Durante el ataque soviético en julio de 1920, las fuerzas polacas se retiraron de esta área que luego fue ocupada por las fuerzas letonas. Después del motín de Żeligowski, Polonia quería tener buenas relaciones diplomáticas con Letonia y no planteó ninguna reclamación territorial seria. El problema se resolvió en febrero de 1929, cuando se firmó el tratado comercial entre Letonia y Polonia, que incluía un acuerdo secreto sobre las compensaciones a los terratenientes polacos por las propiedades perdidas. Para 1937, Letonia había pagado la cantidad total de 5 millones de dólares.

## Relaciones exteriores

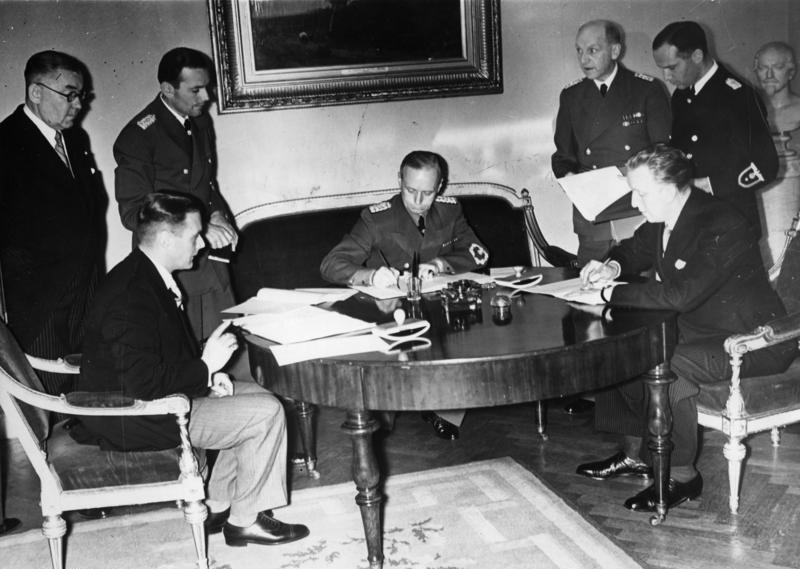
Firma de un tratado de no agresión entre ministros de Estonia, Letonia y Alemania en 1939.

Los primeros objetivos de la política exterior fueron asegurar la paz con la Rusia Soviética y Alemania, obtener reconocimiento internacional y unirse a la Sociedad de las Naciones. Todo esto se logró con los esfuerzos de Zigfrīds Anna Meierovics. La esperanza de unión de los países bálticos (Polonia, Lituania, Letonia, Estonia, Finlandia) se desvaneció después de 1922. Después de eso, Letonia fue el defensor más enérgico de la unidad báltica y la Entente báltica . El 1 de noviembre de 1923, Letonia y Estonia firmaron una alianza militar, seguida de acuerdos comerciales. Letonia trató de mantener buenas relaciones con los hegemones regionales de Rusia y Alemania y esperaba más apoyo de Gran Bretaña. En 1928 se abrieron 21 embajadas extranjeras y 45 consulados en Letonia, algunos de estos consulados se ubicaron en las ciudades portuarias de Liepāja y Ventspils.
Letonia compró edificios de embajadas en Berlín (1922), Tallin, Varsovia (1923), Londres (1925), París (1927), y Ginebra (1938).
En octubre de 1936, Letonia fue elegida como miembro no permanente del Consejo de la Sociedad de las Naciones y mantuvo este lugar durante tres años. En 1935 se reabrió la embajada en Washington D. C., que más tarde sirvió como centro importante para el Servicio Diplomático de Letonia durante cincuenta años de ocupación soviética.
Después de que el Acuerdo de Múnich demostró el fracaso del sistema de seguridad colectiva, Letonia el 13 de diciembre de 1938 proclamó la neutralidad absoluta. El 28 de marzo de 1939, la Unión Soviética, sin ninguna discusión, anunció que está interesada en mantener y defender la independencia de Letonia. El 7 de junio de 1939, Letonia y Alemania firmaron un tratado de no agresión.

## Economía

### Durante el período democrático
El nuevo estado tuvo que lidiar con dos problemas principales: la restauración de plantas industriales, especialmente en Riga, y la implementación de una reforma agraria que transferiría la mayor parte de la tierra de los nobles alemanes a los agricultores letones. La Asamblea Constituyente de 1920 aprobó la ley de la reforma agraria, que expropió las tierras señoriales. Los terratenientes se quedaron con 50 hectáreas cada uno y su tierra se distribuyó sin costo a los campesinos sin tierra. En 1897, el 61,2% de la población rural carecía de tierra. Para 1936, ese porcentaje se había reducido al 18%. La extensión de la tierra cultivada superó el nivel anterior a la guerra en 1923.
Antes de la  Primera Guerra Mundial, alrededor del 2% de los propietarios poseían el 53% de las tierras en Kurzeme y Vidzeme, en Latgale era del 38%. La Ley de reforma agraria del 16 de septiembre de 1920 creó el Fondo de Tierras del Estado que se hizo cargo del 61% de todas las tierras. Los nobles alemanes se quedaron con no más de 50 hectáreas de tierra. Esto destruyó su sistema de casas señoriales. Muchos de ellos vendieron sus posesiones y se fueron a Alemania. Los antiguos edificios de casas señoriales a menudo se usaban como escuelas locales, edificios administrativos u hospitales. La tierra se distribuyó a una nueva clase de pequeños agricultores: más de 54,000 Jaunsaimnieki (Nuevos agricultores) con un tamaño promedio de 17,1 hectáreas, que generalmente tenían que crear sus granjas de la nada, en proceso de construir nuevas casas y limpiar los campos. Debido a su pequeño tamaño y los precios desfavorables de los granos, los nuevos agricultores desarrollaron rápidamente la producción lechera. La mantequilla, el tocino y los huevos se convirtieron en nuevas industrias de exportación. El lino y los bosques estatales fueron otra fuente de ingresos de exportación.
El 27 de marzo de 1919, los rublis letones se introdujeron con un tipo de cambio de 1 rublis letones igual a 1 ostruble, 2 marcos alemanes y 1,5 rublos. El 18 de marzo de 1920, los rublis letones se convirtieron en la única moneda de curso legal. Debido a la alta inflación, la nueva moneda de Letonia se introdujo a una tasa de 1 lat a 50 rublis. En 1923 se estableció el Banco de Letonia y en 1925 sustituyó a rublis por el lats. Entre 1923 y 1930 el presupuesto estatal fue con un superávit. En promedio, el 25,5% se destinó a defensa, el 11,2% a educación y el 23,4% a proyectos de inversión de capital. Alrededor del 15% del ingreso fue generado por el monopolio industrial estatal.
La restauración de la industria fue más complicada. Antes de la Primera Guerra Mundial, el 80% de la producción industrial se realizó para los mercados internos del Imperio ruso. El acuerdo comercial con la Unión Soviética se firmó en 1927, pero no dio lugar a grandes volúmenes comerciales. A finales de la década de 1920, los mayores mercados de exportación de Letonia eran Alemania (35,6%), el Reino Unido (20,8%), Francia, Bélgica, y los Países Bajos (22,9%). Letonia tuvo que importar casi toda la maquinaria y los combustibles modernos. En 1929, Letonia tenía tres bancos estatales, diecinueve bancos privados, seiscientas cinco cooperativas de crédito y muchas más cooperativas de crédito mutuas.
La Gran Depresión llegó a Letonia a mediados de 1930. Las exportaciones cayeron y las importaciones se limitaron estrictamente, para salvar las reservas de divisas. Se crearon monopolios estatales de azúcar y tocino. Para evitar el colapso de los bancos, entre el 31 de julio de 1931 y el 1 de septiembre de 1933 entró en vigencia una ley que prohibía el retiro de más del 5% del depósito total por semana. En 1932, el acuerdo comercial con la Unión Soviética expiró y el desempleo industrial alcanzó su punto máximo en enero de 1932. El ingreso nacional cayó de 600 lats per cápita en 1930 a 390 lats per cápita en 1932.
En lugar del libre comercio internacional surgieron acuerdos de compensación interestatales que establecían los volúmenes y tipos de bienes que los estados luego comercializarían. En 1932 se firmaron acuerdos de compensación con Francia y Alemania, en 1934 con el Reino Unido, y en 1935 con Suecia, Estonia y Lituania. La recuperación económica comenzó en 1933 ya que la producción aumentó en un 30%. El déficit del presupuesto estatal se redujo de los 24,2 millones de lats en 1931/32 a 7,8 millones en el presupuesto de 1933/34.

### Durante el régimen de Ulmanis
Al igual que en la política, en la economía, el régimen de Ulmanis fue muy activo en el aumento de los mecanismos estatales de control y planificación. En 1934 se constituyó la Cámara de Comercio e Industria creada por el régimen, seguida por la Cámara de Agricultura y la Cámara de Artesanos en 1935, y la Cámara de Trabajo en 1936. El estado ayudó a los granjeros en quiebra al posponer las subastas de bancarrota y refinanciar su deuda a una tasa menor. El 29 de mayo de 1934, trece días después del golpe de Estado, el gobierno tomó el control de las sociedades y asociaciones cooperativas. La industria láctea se puso bajo el control de la Unión Central de Productores Lecheros.
El 9 de abril de 1935 se creó un banco de crédito de Letonia controlado por el estado que redujo el papel del capital extranjero al crear muchos monopolios de la industria estatal y sociedades anónimas. Las compras y liquidaciones de empresas extranjeras, bálticas alemanas y judías se convierten en una norma. En lugar de muchas empresas competidoras, se crearon grandes empresas estatales. En 1939 propiedad del estado 38 tales empresas. El nuevo JSC Vairogs produjo vagones de ferrocarril y automóviles Ford-Vairogs con licencia de Ford. VEF fabricó las cámaras Minox más pequeñas del mundo y aviones experimentales como VEF JDA-10M , VEF I-12 y otros. Entre 1936 y 1939 la Central Hidroeléctrica de Ķegums., con 70,000 kWh de capacidad más grande en el Báltico, fue construido por compañías suecas.
Después de que los países occidentales abandonaron el patrón oro, los lats letones se fijaron a la libra esterlina en septiembre de 1936. Fue una devaluación que fortaleció aún más las exportaciones letonas. En 1939, tras un auge de las exportaciones impulsado principalmente por productos agrícolas, Letonia era el país más rico de los países bálticos y tenía un PIB per cápita superior al de Finlandia o Austria. Sin embargo, la recuperación de la Gran Depresión llevó casi diez años. El ingreso nacional fue de 444 lats per cápita en 1933 y llegó a 637 lats per cápita en 1938, por lo que finalmente superó los niveles de 1929.
Después del inicio de la Segunda Guerra Mundial, Letonia declaró una neutralidad completa, pero ahora estaba completamente aislada del mercado del Reino Unido, ya que Alemania había sellado el mar Báltico. La austeridad se introdujo el 3 de septiembre de 1939, tan solo dos días después de la invasión de Polonia. El 5 de octubre de 1939, aunque desastroso desde el punto de vista político, el Tratado de Asistencia Mutua Soviética-Letonia proporcionó nuevas oportunidades de exportación e importación. El 18 de octubre de 1939 se firmó un nuevo acuerdo comercial con la Unión Soviética. Letonia exportó sus productos alimenticios a cambio de petróleo, combustible y productos químicos. El 15 de diciembre de 1939 también se firmó un nuevo acuerdo comercial con la Alemania nazi.
Los agricultores letones habían dependido tradicionalmente de los trabajadores agrícolas de temporada de Polonia, esto fue ahora interrumpido por la guerra, y en la primavera de 1940 las nuevas regulaciones introdujeron el servicio de trabajo obligatorio para empleados estatales, estudiantes y alumnos de escuelas.